# Digital Differential Analyzer
O Analisador Diferencial Digital (em inglês Digital Differential Analyzer ou simplesmente DDA) é uma implementação digital do analisador diferencial. Os integradores em uma DDA são implementados como acumuladores, com o resultado numérico convertido a uma sequência de pulso pelo overflow do acumulador.
Segue o código para o algoritmo do DDa em C++
```
#include
 
<cstdlib>

#include
 
<iostream>

#include
 
<math.h>

using
 
namespace
 
std
;

int
 
x1
,
 
x2
,
 
yl
,
 
y2
;

int
 
main
(
  
)

{

    
int
 
dx
,
dy
,
k
;

    
float
 
xin
,
 
passos
,
 
yin
,
 
x
,
 
y
;

    
cout
 
<<
 
"insira x1 e y1: "
;

    
cin
 
>>
 
x1
 
>>
 
yl
;

    
cout
 
<<
 
"insira x2 e y2: "
;

    
cin
 
>>
 
x2
 
>>
 
y2
;

    
dx
 
=
 
x2
 
-
 
x1
;

    
dy
 
=
 
y2
 
-
 
yl
;

    
if
(
 
abs
(
 
dx
 
)
 
>
 
abs
(
 
dy
 
)
 
)

    
{

        
passos
 
=
 
abs
(
 
dx
 
);

    
}

    
else

    
{

        
passos
 
=
 
abs
(
 
dy
 
);

    
}

    
xin
 
=
 
dx
 
/
 
passos
;

    
yin
 
=
 
dy
 
/
 
passos
;

    
x
 
=
 
x1
;
 
y
 
=
 
yl
;

    
round
(
 
x
 
),
 
round
(
 
y
 
);

    
for
(
 
k
=
1
;
 
k
 
<
 
passos
;
 
k
++
 
)

    
{

        
round
(
 
xin
 
),
 
round
(
 
yin
 
);

        
x
 
=
 
x
 
+
 
xin
;

        
y
 
=
 
y
 
+
 
yin
;

        
round
(
 
xin
 
),
 
round
(
 
yin
 
);

        
cout
 
<<
 
"x"
 
<<
 
k
 
<<
 
":"
 
<<
 
x
 
<<
 
"  "
 
<<
 
"y"
 
<<
 
k
 
<<
 
":"
 
<<
 
y
 
<<
 
endl
;

    
}

    
system
(
 
"PAUSE"
 
);

    
return
 
EXIT_SUCCESS
;

}

```